# Love Will Tear Us Apart
"Love Will Tear Us Apart" är en låt av det brittiska postpunkbandet Joy Division. Det är gruppens mest kända låt och gavs först ut som sjutums-EP 27 juni 1980, en dryg månad efter sångaren Ian Curtis självmord. "Love Will Tear Us Apart" blev Joy Divisions enda låt som hamnade på listorna och räknas fortfarande av många som en av världens bästa låtar, bland andra av den inflytelserika musiktidningen NME som utnämnde den, i en omröstning gjord 2002, till den bästa singeln någonsin. Låten röstades fram till den 181:a bästa någonsin år 2004 i tidningen Rolling Stone.

## Historia
"Love Will Tear Us Apart" skrevs av Ian Curtis under augusti och september 1979 och spelades live första gången under Joy Divisions Englands-turné tillsammans med Buzzcocks i september och oktober samma år. Låten anses allmänt handla om problemen i Curtis äktenskap med Deborah Curtis och reflekterar Ian Curtis allmänna sinnestillstånd under den tid fram till hans självmord i maj 1980. Deborah Curtis lät frasen "Love Will Tear Us Apart" bli inskriven på Ian Curtis gravsten.
Låten spelades första gången inför John Peel session i november 1979, därefter gjordes ytterligare två inspelningar, en i januari 1980 och en i mars 1980. Den senare släpptes som singel i juni 1980 efter Curtis självmord i maj, och blev bandets enda hit, den nådde som bäst nummer 13 på Englandslistan. Januari-versionen av låten finns på singelns B-sida och singelversionen finns också med på samlingsalbumet Substance. Joy Division splittrades efter Curtis död och de kvarvarande medlemmarna bildade istället New Order.
"Love Will Tear Us Apart" har använts i olika filmer och i TV-serier, till exempel i 2001 års Donnie Darko, där låten spelas när Donnie är tvungen att lämna sin flickvän för att kunna rädda henne. Låten förekom också i 24 Hour Party People, en film som handlar om Manchesters musikscen.

## Coverversioner
Det är många band/artister som gjort covers på låten, bland dessa kan Paul Young, The Cure, Unbroken, Fall Out Boy, Simple Minds och Squarepusher nämnas. José González gjorde en akustisk version av låten på sin Remain EP. Nouvelle Vague tog med låten på sin självbetitlade skiva, där de samlade olika punk- och new wave-klassiker och gjorde om den i bossa nova-stil. I tribute-albumet A Means To An End - The Music Of Joy Division, sångerskan Stanton Miranda har gjort en cover på "Love Will Tear Us Apart".

## Maxisingel
Låten gavs ut som maxisingel 1980. Låten producerades av Martin Hannett.

### Låtlista
1. "Love Will Tear Us Apart" (original version) – 3:18
2. "These Days" – 3:21
3. "Love Will Tear Us Apart" (Pennine version) – 3:06